# 布古魯斯蘭區
53°37′N 52°25′E / 53.617°N 52.417°E
布古魯斯蘭區（俄语：Бугурусланский район），是俄羅斯的一個區，位於該國西南部，由奧倫堡州負責管轄，面積2,900平方公里，2010年人口19,680，人口密度每平方公里6.79人。